# Pterolophia holzschuhi
Pterolophia holzschuhi là một loài bọ cánh cứng trong họ Cerambycidae.